# Clef Vallée d’Eure
Clef Vallée d’Eure ist eine französische Gemeinde mit 2.490 Einwohnern (Stand: 1. Januar 2022) im Département Eure in der Region Normandie. Sie gehört zum Arrondissement Les Andelys und zum Kanton Gaillon.
Sie entstand mit Wirkung vom 1. Januar 2016 als Commune nouvelle durch die Zusammenlegung der bisherigen Gemeinden La Croix-Saint-Leufroy, Écardenville-sur-Eure und Fontaine-Heudebourg, die in der neuen Gemeinde den Status einer Commune déléguée besitzen. Der Verwaltungssitz befindet sich im Ort La Croix-Saint-Leufroy.

## Gliederung
| Ortsteil                                 | ehemaliger INSEE-Code | Fläche (km²) | Einwohnerzahl zum 1. Januar 2019 |
| ---------------------------------------- | --------------------- | ------------ | -------------------------------- |
| La Croix-Saint-Leufroy (Verwaltungssitz) | 27191                 | 14,87        | 1101                             |
| Écardenville-sur-Eure                    | 27211                 | 06,67        | 0597                             |
| Fontaine-Heudebourg                      | 27250                 | 04,05        | 0820                             |

## Lage
Nachbargemeinden sind Heudreville-sur-Eure im Nordwesten, Ailly im Norden, Saint-Julien-de-la-Liègue im Nordosten, Saint-Aubin-sur-Gaillon im Osten, Autheuil-Authouillet im Südosten, Saint-Vigor im Süden, Reuilly und Dardez im Südwesten und Irreville und Cailly-sur-Eure im Westen.

## Wirtschaft
Auf dem Gemeindegebiet gelten geschützte geographische Angaben (IGP) für Schweinefleisch (Porc de Normandie), Geflügel (Volailles de Normandie) und Cidre (Cidre de Normandie und Cidre normand).